# Pablo Ini
Pablo Ini (n. Buenos Aires, 2 de enero de 1973) es un actor, director, dramaturgo, productor, entrenador actoral,  y docente argentino.

## Televisión
Trabajó como actor en ficciones como Mi amor, mi amor (Telefe), Solamente vos (Canal 13), Amores de historia (Canal 9), Volver al ruedo (Canal 13), Botineras (Telefe), Tumberos (América TV), Doble vida (América TV), Son de Fierro (Canal 13), Vidas robadas (Telefe), Todos contra Juan (América TV), Mujeres de nadie (Canal 13), Socias (Canal 13), Los exitosos Pells (Telefe), El elegido (Telefe), Maltratadas (América TV), Los Únicos (Canal 13), Guapas(Canal 13), En Terapia (TV Pública), Historias de diván (Telefe), etc.
También fue conductor de la miniserie Ingenio popular del director Bruno Stagnaro.
Ejerció como director de casting de Maltratadas, Mulas, Impostores, La Dueña (Endemol, Telefe), Mi amor, mi amor, etc.
Además trabajó como director de casting para la empresa Disney Channel, History Channel, Rede Globo, On Casting, A&E, etc., y fue coach del departamento de casting de Pol-ka, y productor en Boga Bogagna, productora de Bruno Stagnaro.

## Cine
intérprete
- Bruja	2019
- El misterio de la felicidad	2013	...	Joven Comprador 1
- Tiro de gracia	2013	...	Javier
- No somos animales o Dictablanda	2013	...	Buby Grossman
- Sola contigo	2013	...	Vendedor Mueblería
- Las mantenidas sin sueños	2007
- Futuro perfecto	2007 dir. Mariano Galperín	...	Fernando
- Chile 672	2006	...	Joven Cabaret
- Judíos en el espacio	2005
- Imposible	2003
- La mitad negada	2003 dir. Augusto Fernandes
- El día del retiro	2002
- Sabés nadar?	2002
- Bahía mágica	2002	...	Doblaje de Pedro
- Chiquititas, rincón de luz	2001
- Apariencias	2000	...	Samilian
- Acrobacias del corazón	2000
- Ojos que no ven	2000	...	Perito
- Impresión de un amanecer dir. Lucas Jarach  (no estrenada)	1997

Casting
- Bruja	2019
- El hilo rojo	2016
- Baires	2015

Jefe de Producción
- Meteoritos (cortometraje 1997)

## Televisión
- Un gallo para Esculapio 	2018[4]

## Teatro

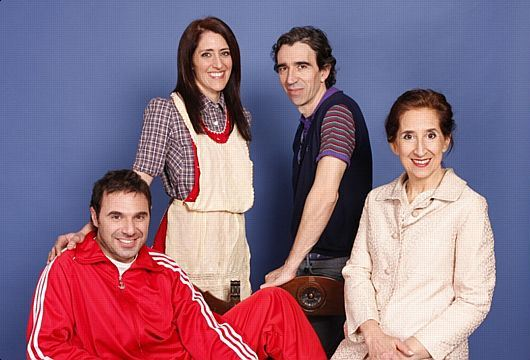
Foto promocional de El regalo de mamá

Dirigió y actuó en El regalo de mamá en el 2010, en el Teatro Nacional Cervantes. En 2013, actuó, escribió y dirigió Fragmentos de un encuentro junto a Edda Bustamante.
También trabajó en Revolución de un mundo de Inés Saavedra, El oso de Antón Chéjov, dirigida por María Eugenia Fraguas, Un asesino al otro lado de la pared de Javier Daulte, entre otras.

## Formación
Realizó sus estudios con Hugo Midón, Carlos Gandolfo, Joy Morris, Javier Daulte, Augusto Fernandes, Alejandro Maci, Julio Chávez y en el Lee Strasberg Theatre and Film Institute.

## Docencia
Ejerce como docente de teatro en la escuela de Alicia Zanca y de actuación para publicidad, cine y televisión en su estudio.